# Red Hugh O'Donnell
"Red" Hugh O'Donnell (en irlandés: Aodh Rua Ó Domhnaill; 1572 - 10 de septiembre de 1602) rey de Tir Connail (o Tyrconnell); encabezó la rebelión contra el gobierno inglés en Irlanda que acabaría provocando la Guerra de los Nueve Años, una revuelta contra los ingleses que duró desde 1595 a 1603. Se le conoce también como Aodh Rua II o Red Hugh II.

## Primeros años, cárcel y fuga
Para conocer el contexto en el que se desarrolla la vida de O'Donnell, ver Reconquista Tudor de Irlanda
Hijo del rey de Tir Connail, Sir Hugh MacManus O'Donnell, y de su segunda esposa, Ineen Dubh, Aodh Rua Ó Domhnaill nació en el año 1572. A los 15 años fue secuestrado por John Perrot, en un intento de evitar la alianza entre los clanes O'Donnell y O'Neill, y encerrado en el Castillo de Dublín, donde tuvo por compañeros de cautiverio a Art y Henry O'Neill, parientes ambos de Hugh O'Neill. Tras un intento de fuga frustrado, los prisioneros lograron escapar en enero de 1592 gracias a la ayuda de Hugh O'Neill, y se refugiaron en Glenmalure con la ayuda de Fiach McHugh O'Byrne. Durante su huida Art O'Neill falleció y Red Hugh perdió los pulgares de ambos pies por congelación.

## La Guerra de los Nueve Años
Tras su retorno al Ulster, Red Hugh fue reconocido como jefe del Clan O'Donnell (el Clann Dalaigh de los Cenél Conaill, dinastía que había ostentado el título de Rey Supremo de Irlanda). Asumió el título de Señor de Tyrconnell (actual condado de Donegal) después que su padre abdicara en su favor a finales del año, así como el de O'Donnel, como jefe del clan.
Tras haber expulsado de sus territorios al sheriff enviado por la corona, encabezó dos expediciones contra Turlough Luineach O'Neill, señor de Tyrone y jefe del Clan O'Neill, consiguiendo que este abdicara en favor de su aliado Hugh O'Neill. O'Neill no se unió en rebelión abierta a Red Hugh, pero le respaldó a la hora de negociar con los ingleses.
Una vez estalló la rebelión al año siguiente, las fuerzas de O'Donnell se hicieron con el control de los territorios situados entre Sligo y Leitrim. Poco tiempo después, Hugh O'Neill abandonaba las negociaciones con Inglaterra y se unía a O'Donnell. En 1596, las fuerzas combinadas de ambos jefes derrotaron a un ejército británico encabezado por Sir Henry Bagenal, en la Batalla de Clontibret.
Su gran victoria se produciría dos años más tarde, en Yellow Ford, a orillas del río Blackwater, en la frontera sur de Tyrone. Allí, los irlandeses consiguieron aniquilar a un ejército inglés que marchaba hacia Armagh. Tras la victoria, O'Neill partió al sur a recabar apoyos en las provincias de Munster y Leinster, mientras O'Donnell devastó Connacht, tratando de expulsar a los ingleses de los asentamientos en la provincia.
Sin embargo, dos años más tarde, la situación de O'Donnell y O'Neill se complicó notablemente cuando el gobierno inglés, decidido a sofocar la rebelión, envió nuevos refuerzos a la isla. Tras algunos éxitos iniciales, como la victoria de O'Donnell en Curlew Pass, en 1599, los ingleses, gracias a la ayuda de Niall Garve O'Donnel, primo y cuñado de Red Hugh consiguieron desembarcar en Derry, en pleno corazón del territorio Tyrconnell. Niall obtendría así el respaldo de la corona para lograr la jefatura del Clan O'Donnell.
O'Neill y O'Donnell asumieron entonces que lo único que podían hacer era esperar la ayuda extranjera. Finalmente, en septiembre de 1601, un contingente de tropas españolas formadas por 4000 hombres y encabezada por Don Juan del Águila desembarcaba en la bahía de Kinsale, cerca de Cork. Los ingleses pusieron sitio a la ciudad inmediatamente. Los dos jefes iniciaron entonces por separado la larga marcha hacia el sur de la isla, recorriendo a veces 50 kilómetros diarios en medio del crudo invierno irlandés de aquel año, tratando de llegar lo antes posible para ayudar a los españoles.
Durante la marcha, y fiel a su familia y al lema de Constantino In Hoc Signo Vinces, y anticipándose a la batalla que iba a luchar, visitó y veneró la reliquia de la Santa Cruz en Holy Cross Abbey durante la fiesta de San Andrés. Holly Cross era un lugar emblemático en la defensa de la libertad religiosa y la lucha por la independencia de Irlanda. Realizó una expedición a Ardfert, para auxiliar a su aliado FitzMaurice, Señor de Kerry, y dejó a algunos de sus hombres allí para proteger la Baronía de Clamaurice.
Durante la Batalla de Kinsale, en enero de 1602, las fuerzas combinadas de Del Águila, O'Neill y O'Donnell fueron derrotadas por Charles Blount, barón de Mountjoy, debido a la falta de entendimiento entre los sitiados españoles y las fuerzas irlandesas, además de a la superioridad táctica del ejército inglés.

## Huida a España y muerte
Tras la derrota de Kinsale, O'Donnell partió hacia La Coruña, en España, junto con otros de los jefes implicados en la rebelión. Fueron recibidos con grandes honores por el gobernador de Galicia y el Arzobispo de Santiago, donde se fundó un Colegio Irlandés. Igualmente, lo llevaron a visitar la Torre de Hércules, donde, según las leyendas, los hijos de Mile partieron hacia la Isla del Destino
Mientras esperaba en La Coruña, comenzó a organizar su regreso a Irlanda, y viajó a Valladolid para entrevistarse con Felipe III, que prometió organizar una nueva invasión. Al cabo de un año de no haber recibido noticias del rey, Red Hugh viajó de nuevo a Valladolid, pero murió durante el viaje, siendo enterrado temporalmente en el Castillo de Simancas en 1602. Con su muerte, los planes españoles para invadir Irlanda fueron abandonados definitivamente.
Aunque durante muchos años se creyó que había sido envenenado por el irlandés James Blake siguiendo órdenes de los ingleses, hoy está ampliamente aceptada la teoría de que su muerte se debió a una infección de parásitos.
Fue enterrado en el Convento de San Francisco, el monasterio franciscano de Valladolid (el mismo en el que había estado enterrado inicialmente Cristóbal Colón) situado entre la actual Plaza Mayor de la Ciudad y la calle de Montero Calvo, antiguamente calle del Verdugo; pero al ser demolido este edificio tras las desamortizaciones del siglo XIX la ubicación exacta de su tumba es desconocida. No obstante, en mayo de 2020 se llevaron a cabo tareas arqueológicas con el fin de localizar su cuerpo.
Su hermano Rory lo sucedió en la jefatura del clan y en el señorío de Tyrconnell, convirtiéndose en el primer conde de Tyrconnell, título creado para él por la Corona inglesa.

## Legado
Durante el siglo XVII se le rindió culto en la literatura irlandesa por su nobleza y su compromiso religioso con la iglesia católica —especialmente en los Anales de los cuatro maestros y Beatha Aodh Rua O Domhnaill ("La vida de Red Hugh O'Donnell"), de Lughaidh Ó Cléirigh—. 
Aunque su reputación póstuma pueda haber sido eclipsada por la de su aliado Hugh O'Neill, su capacidad de liderazgo y su valía militar fueron notables. Personaje carismático, las fuerzas contemporáneas se refieren a él como un orador brillante.
En 1991, se descubrió una placa en conmemoración suya en el Castillo de Simancas.
En 1992, en la conmemoración del 390 aniversario de la llegada de O'Donnell a Galicia, el compositor Bill Whelan, al frente de una orquesta de músicos gallegos e irlandeses, presentó su sinfonía "From Kinsale to Coruña".
En 2011, se colocó una placa para recordarlo en el callejón de San Francisco, al lado de la plaza Mayor, en Valladolid.